# ثقافة البوب اليابانية في الولايات المتحدة

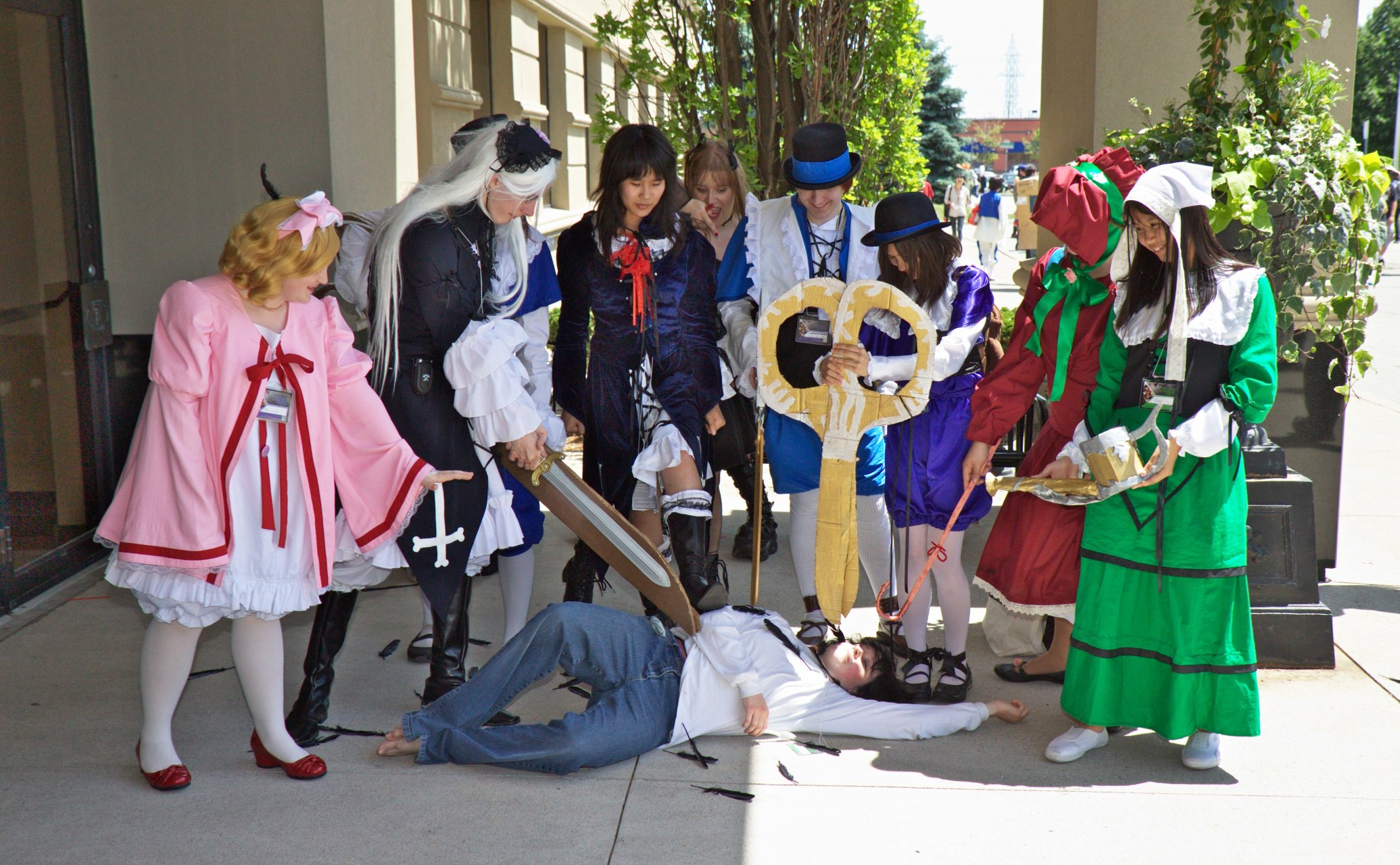
قتل روزن مايدن

أدى انتشار الرسوم المتحركة اليابانية والمانجا (القصص المصورة اليابانية) في الولايات المتحدة إلى ارتفاع مستوى الوعي الأمريكي بها. حيث بدأت ثقافة الأنمي في الولايات المتحدة كمجتمع متخصص له مؤسسة شعبية بنتها مجموعات من المعجبين على المستوى المحلي.
بعض من أقدم الرسوم المتحركة التي تم بثها في الولايات المتحدة كانت آسترو بوي وأبطال السباق والعملاق (Gigantor)، والتي اكتسبت شعبية لدى العديد من الجماهير الأمريكية خلال أواخر الستينيات. وبدأت تجمعات صغيرة من المجتمعات المعزولة تتشكل حول الاهتمام الجماعي تجاه هذه الوسيلة الجديدة، والتي بدت تذكر الجمهور الأمريكي بصور ديزني المألوفة وروايات وارنر براذرز.
أدت هذه الفرص التجارية في النهاية إلى تأسيس شركة (Streamline Pictures)، وهي أول شركة استيراد أنمي في الولايات المتحدة في عام 1989، وبالتالي بدأت تسويق الأنمي على نطاق واسع. على مدار الاثني عشر عاما التالية، أصبح عشاق الرسوم المتحركة أكثر ارتباطا من خلال المؤتمرات التي يعقدها المعجبون.